# 生活保護ビジネス
生活保護ビジネス（せいかつほごビジネス）とは、生活保護受給者を用いた貧困ビジネスの総称である。
例として、ホームレスなどに生活保護を受給させて無料低額宿泊所に住まわせ、入所者に支給された保護費の大半を搾取する生活保護ビジネスがある。これは近畿地方では囲い屋とも俗称され、2010年以降に大阪府は全国初の貧困ビジネス規制条例を制定し、上記のような行為を規制対象としている。その後に「困窮者支援」NPO法人と不動産会社が協力し、不動産会社の所有するアパートをNPO法人が集客した生活保護受給者で満室にし、家賃額を生活保護における家賃支給の上限額まで引き上げた金額設定にすることで「高利回りの投資物件」と偽装して転売し、投資家へ詐欺をする不動産転売ビジネスが発生し、2023年9月に厚生労働省は生活保護を支給する各地方自治体へ該当ビジネスが生活保護受給者の自立の阻害になっていると通知をした。

## 概要
「個室寮完備」「3食付」「日払い相談可」と募集広告を出し、このような求人に募集してきた困窮者へ、実は求人の仕事は無いと生活保護を斡旋するように、求人広告で生活保護ビジネスのための人集めをしているケースもある。不当に搾取、着服された生活保護費の返納を求め、囲い屋など貧困ビジネス側へ訴訟を起こすケースも起きている。2010年の大阪府に始まり、一部自治体では首長が音頭を取り、保護受給者の自己決定権を明確化や生活保護ビジネス規制条例の制定などの動きも起こっている。2009年10月時点にも支援者を装った一部の任意団体などが、ホームレスを集めて生活保護を申請させ、無料低額宿泊所に入居させていたことで世論の批判が起きた。この貧困ビジネス批判報道の発端となったのは、千葉県の施設である。ここは入所者に無断で銀行口座を開設、生活保護費を徴収・管理、生活保護費の大半を「施設利用料や食費等」の名目で徴収し、高額の利用料で劣悪な施設の質、施設の賃料の総計原価が、生活保護費支給された住宅扶助費を下回ることなどの問題が指摘された。全国最多の保護受給者を抱える大阪市を中心に大阪府内で貧困ビジネス業者が横行している。2010年5月には大阪市から「囲い屋」とされるNPO幹部や大手不動産仲介会社の社員らが相次いで大阪府警に生活保護搾取等で逮捕された。2009年にも元派遣男性を軟禁し、保護費の多くを「経費」と称してピンハネしていた事件など各都道府県における生活保護ビジネスが報道されている。
無料低額宿泊所は、板敷きに布団1枚といった環境や、薄いベニヤ板で仕切りを設けただけの狭い箱部屋のようなものも多い。また受給者の預金通帳を預かると称して取り上げていた事例もあった。無料低額宿泊所は、2009年時点で全国に439箇所あり、1万4,000人が宿泊しており、うち170箇所、4,700人が東京都で、千葉、埼玉、神奈川を含めた1都3県で全体の8割を占めるといわれる。
2010年3月、大阪市は生活保護受給者施設への新規受け入れを見送るとした
。2010年10月27日に生活保護受給者をアパートなどに住まわせ、保護費搾取する「囲い屋」などの貧困ビジネス規制ふる全国初の条例案を可決した。
貧困ビジネス業者や不動産業者が、本当は敷金・礼金共に無料のゼロゼロ物件を仲介しながら、申請の際には敷金・礼金が必要だと偽って受給する疑いがある事例が増えたため、大阪市では厚生労働省に交渉し、その支給上限額の引き下げに踏み切っている。
アルコール依存症患者などを支援する施設においても、通所者に支払われるべき生活保護費のうちの大半について、施設の運営事業者が徴収し、通所者に保護費が僅かしか渡っていない実態が明らかになっている。
生活保護受給者の男性が自宅で死亡したかのように装って（実際は当該男性は路上で死亡していた）、保険会社に虚偽の申請を行い、保険金を騙し取ったとして、大阪市内の保険代行業の夫妻が、2023年1月25日に詐欺容疑で大阪府警察に逮捕されている。これにより、貧困者の生活保護費を死後も食い物にする新手の生活保護ビジネスの存在が明らかになった形となった。